# Nazomeruil
De nazomeruil (Ammoconia caecimacula) is een nachtvlinder uit de familie van de uilen, de Noctuidae. 

## Beschrijving
De voorvleugellengte bedraagt tussen de 20 en 23 millimeter. De grondkleur van de voorvleugels is grijsbruin tot okergeel. De niervlek is zeer lichtgekleurd, terwijl juist tussen de niervlek en de buitenrad de niervlek donkerder gekleurd is. Een zwart vlekje is meestal te zien als aanzet van de tapvlek. 

## Waardplanten
De nazomeruil gebruikt diverse kruidachtige planten als waardplanten. De rups is te vinden van april tot juli. De soort overwintert als ei. De vlinder kent één generatie die vliegt van eind augustus tot halverwege november.

## Voorkomen
De soort komt verspreid Europa en aangrenzend Azië voor. De nazomeruil is in Nederland zeldzaam en in België zeer zeldzaam. 